# Lijst van beschermd erfgoed in Amay
Onderstaande tabel geeft een overzicht van de beschermde erfgoederen in de gemeente Amay. Het beschermd erfgoed maakt deel uit van het cultureel erfgoed in België.
| Object | Bouwjaar/architect | Deelgemeente   | Adres                    | Coördinaten                   | Nummer?                | Afbeelding |
| --- | ------------------ | -------------- | ------------------------ | ----------------------------- | ---------------------- | --- |
| Collegiale kerk van Sint-Joris en Sint-Oda |                    |                |                          | 50° 32' 55" NB, 5° 19' 3" OL  | 61003-CLT-0002-01 Info | Collegiale kerk van Sint-Joris en Sint-Oda |
| Omgeving collegiale kerk van Sint-Joris en Sint-Oda, uitgezonderd het orgel                                                                                          |                    |                |                          | 50° 32' 55" NB, 5° 19' 3" OL  | 61003-PEX-0001-01 Info | Omgeving collegiale kerk van Sint-Joris en Sint-Oda, uitgezonderd het orgel                                                                                          |
| Abdijkerk Sint-Mathias (abdij van Flône) |                    |                | Flône                    | 50° 33' 30" NB, 5° 20' 11" OL | 61003-CLT-0004-01 Info | |
| Orgel met orgelkast van de abdijkerk Sint-Mathias (abdij van Flône)                                                                                                  |                    |                |                          | 50° 33' 30" NB, 5° 20' 11" OL | 61003-PEX-0003-01 Info | |
| Romaanse toren |                    |                | rue de l'industrie, Amay | 50° 32' 45" NB, 5° 19' 3" OL  | 61003-CLT-0003-01 Info | Romaanse toren |
| Abdij van Paix-Dieu, en het ensemble van de abdij en de omliggende terreinen                                                                                         |                    |                | Jehay-Bodegnée           | 50° 34' 16" NB, 5° 17' 43" OL | 61003-CLT-0006-01 Info | Abdij van Paix-Dieu, en het ensemble van de abdij en de omliggende terreinen                                                                                         |
| Kerk Saint-Lambert |                    | Jehay-Bodegnée | Jehay                    | 50° 34' 39" NB, 5° 19' 24" OL | 61003-CLT-0007-01 Info | Kerk Saint-Lambert |
| Gevels en daken van het hoofdgebouw van het kasteel van Jehay-Bodegnée, gotische kelders, en het ensemble van het kasteel, de bijgebouwen en de omliggende terreinen |                    | Jehay-Bodegnée |                          | 50° 34' 38" NB, 5° 19' 24" OL | 61003-CLT-0008-01 Info | Gevels en daken van het hoofdgebouw van het kasteel van Jehay-Bodegnée, gotische kelders, en het ensemble van het kasteel, de bijgebouwen en de omliggende terreinen |
| Oud kanunnikenhuis |                    |                | rue P. Dubois n° 3       | 50° 32' 55" NB, 5° 19' 1" OL  | 61003-CLT-0009-01 Info | |
| Kanunnikenhuis Gossuart |                    |                |                          | 50° 32' 57" NB, 5° 19' 4" OL  | 61003-CLT-0001-01 Info | |
| Ommuurde terreinen met bijbehorende weg en terrassen met steunmuren, ter plaatse genaamd "Aux terrasses"                                                             |                    |                | Amay                     | 50° 32' 58" NB, 5° 19' 2" OL  | 61003-CLT-0010-01 Info | |